# Óscar Gual
Óscar Gual es un escritor español nacido en Almazora en 1976.
Es ingeniero informático por la Universidad Jaime I de Castellón, donde trabaja en la actualidad. Autor de cuatro novelas. Sus relatos han aparecido en revistas como Quimera o The Barcelona Review y mantiene la columna de opinión semanal fabulosos monos marinos en el diario Levante.

## Libros publicados

### El hombre de la mirada de piedra
Novela publicada por Aristas Martínez en 2018, un híbrido entre la biografía no autorizada y la novela de intriga; donde la macroeconomía, la superación personal, el naturismo y el periodismo de investigación se revelan como potentes sistemas de creencias interrelacionados: tótems de cartón piedra dedicados al arte narcótico de tranquilizar a esa criatura indefensa y asustadiza que es el ser humano.

### Los últimos días de Roger Lobus
Novela publicada por Aristas Martínez en 2015, donde se acerca a uno de los temas recurrentes de la literatura universal: la muerte (o la muerte del padre), con una perspectiva sagaz e incómodamente divertida, alejada de la gravedad y trascendencia con la que habitualmente ha sido tratada.

### Cut and Roll
Novela publicada por DVD Ediciones en 2008, protagonizada por Joel, un personaje apático y misántropo dedicado a la programación de autómatas y a un oscuro negocio de tintes mafiosos. La novela es una revisión del mito faústico y trata temas como la identidad, las drogas, el rock, el cine, el mundo hacker y las nuevas formas de arte.

### Fabulosos Monos Marinos
Novela publicada por DVD Ediciones en 2010. Cuenta la historia de una ciudad imaginaria, Sierpe (el nombre tiene su origen en otro anterior, “Ciudad Serpiente”; la ciudad tiene su origen en un centro penitenciario), por medio de algunos de sus habitantes y a través de varias décadas. Tiende algunos puentes con su novela anterior. Contiene elementos de humor, crítica política y cultural, juegos temporales, tecnología y novela negra. Ha sido muy alabada por la crítica.

### El corazón de Julia
Novela breve escrita a cuatro manos con el escritor Robert Juan-Cantavella (nacido como el autor en Almazora, también en 1976) e ilustrada por Riot Über Alles. Publicada en Barcelona en 2011 por Señor Pulpo.

Novela satírica que juega con el género de la película de zombis.

### Antologías
- "Formulario de Entrada": Odio Barcelona (Melusina, Barcelona, 2008)
- "Bel Canto": No tendrás casa en la puta vida (Melusina, Barcelona, 2009)